# عملية شموني
عملية شموني ((بالعبرية: מִבְצָע שְׁמוֹנֶה)، ميفتسا شموني) كانت عملية عسكرية إسرائيلية ضد حصن الشرطة في عراق سويدان الخاضع للسيطرة المصرية في الحرب العربية الإسرائيلية 1948. المعركة دارت بين قوات الدفاع الإسرائيلية والجيش المصري في 9 نوفمبر 1948 وانتهت بنصر إسرائيلي بعد محاولات إسرائيلية عديدة سابقة للاستيلاء على الحصن اثنين منهم في عملية يواف قبل أسابيع.
هاجم اللواءين الثامن وغفعاتي الإسرائيلين الحصن في وضح النهار بعد موجة مدفع ثقيلة. وبعد تفجير حفرة عبر جدار الحصن استسلمت القوات المصرية. وأدى الاستيلاء على الحصن إلى إخلاء المصريين لمنطقة بيت عفا وغيرها من المواقع القريبة مما قلل من محاصرة جيب الفلوجة المحاصر إلى قريتي الفالوجة وعراق المنشية.

## الخلفية
تم بناء حصن شرطة عراق سويدان مع حصون تيغارت البريطانية الأخرى في أعقاب الثورة العربية في فلسطين 1936–1939. واحتلت موقعا استراتيجيا يطل على طريق المجدل–الخليل وعلى المفترق مع طريق النقب الداخلي. عندما انسحب البريطانيون من المنطقة في مايو 1948، تم تسليم الحصن إلى قوات الإخوان المسلمين. كان ذلك عقبة رئيسية أمام النقل الإسرائيلي إلى جيب النقب، وكان بمثابة قاعدة أمامية ضد المواقع الإسرائيلية في المنطقة، بما في ذلك كيبوتس نيغبا، وكان الإسرائيليون يطلقون عليه اسم «الوحش على التل».

## محاولات الاستيلاء على الحصن
بذلت ثماني محاولات للاستيلاء على حصن شرطة عراق سويدان. وبعد 7 محاولات فاشلة (5 من لواء غيفاتي، و2 من لواء النقب)، اقتحم فريق الهدم التابع للكتيبة 89 حصن الشرطة بنجاح. وأدى ذلك إلى استسلام القوة المصرية التي تعمل في الحصن.

### المحاولة الأولى
في إطار خطة الهاغانا دالت التي اعدت في نهاية الانتداب البريطاني، كلف اللواء غيفاتي بالتقاط حصون تيغارت الواقعة في منطقة عملياتها فور مغادرة بريطانيا. وفي 17 أبريل 1948، سيطرت كتيبة جيفاتي 53، بقيادة إسحاق بونداك، على مركز شرطة قطرة بالقرب من غيديرا باستخدام الترهيب فقط. واعرب بونداك عن رغبته في استخدام نفس الأساليب للاستيلاء على حصن شرطة سويدان، بيد أنه واجه معارضة من القائد العسكري لكيبوتس نيغبا، إسحاق دوبنو، الذي يدعمه قائد لواء غفعاتي شمعون أفيدان.
في 12 مايو، أرسل دوبنو تقريرا برقية إلى قائد الكتيبة الثالثة يقول:
وفي اليوم التالي، تلقى قائد الكتيبة الثالثة معلومات من مخابرات الهاغانا تفيد بأن الجيش المصري ترك الحصن الذي كان الآن في أيدي القرويين المحليين، وأنه خلال اليوم نفسه كانت قوة رمزية مكونة من ستة حراس.
وفي 13 مايو، وخلال عملية باراك، وبعد قيام الكتيبة الثانية من لواء النقب بالاستيلاء على قريتي برير وحليقات، اقترح قائد الكتيبة موشي نيتزر الاستفادة من فرصة المواصلة شمالا مع كتيبته ومهاجمة قلعة عراق السويدان. ولم يوافق قائد العمليات في لواء النقب، أوديد ميسر، على العملية. وبالتالي، ربما تكون هذه الفرصة لالتقاط القلعة بسهولة نسبية قد فقدت.
وفي حين صدرت الأوامر إلى معظم كتائب لواء غيفاتي بالانتقال إلى منطقة اللطرون للمشاركة في عملية مكابي، فإن الكتيبة الثالثة بقيت في الجنوب لاعادة تجميعها بعد المعركة الليلية في بيت دراس. وفي ضوء حالة اللواء والكتيبة، وفي ضوء المعلومات الخاطئة التي وردت من استخبارات هاغانا، أرسل قائد الكتيبة فصيلة مدرعة للاستيلاء على مبنى الشرطة خلال النهار في 14 مايو. وقد توقف هذا الهجوم الضعيف دون صعوبة من قبل القوة المصرية القوية التي تحتل القلعة.

### المحاولة الثانية
في الليلة الفاصلة بين 18 و19 مايو، قامت كتائب جفعاتي الثالثة والرابعة بمحاولة ثانية لاحتلال القلعة. وقد فشل الهجوم، الذي وقع من الشمال، بسبب التخطيط الخاطئ: فمن بين السرية المهاجمة، تم تخصيص فصيلة واحدة فقط للاختراق، بينما اعطيت البقية مهمة اغلاق وتامين طرق الوصول. قامت سرية من الكتيبة 54 بتامين المحيط الخارجي. ولم ينجح شل النيران من قذائف الهاون والرشاشات في قمع نيران قوات الدفاع. وعندما اقتربت القوات المهاجمة من الحصن، قامت بتفجير ألغام إنارة قوية وفقدت عنصر المفاجاة. ولذلك تقرر إصدار أمر بالانسحاب.

### المحاولة الثالثة
في ليلة 21–22 مايو، بذلت محاولة ثالثة للاستيلاء على القلعة. وقد أنشئت ثلاث قوات مخترقة، ولكنها لم تركز على جهد موحد. وعند الفجر، صدر أمر بالانسحاب بعد أن اتضح أن القوات المهاجمة قد تلقت خسائر: 40 جريحا و3 قتلى.

### المحاولة الرابعة
في ليلة 10–11 يونيو، وقبل ساعات قليلة من بدء سريان الهدنة الأولى للحرب، بذلت محاولة رابعة لاحتلال حصن الشرطة من قبل لواء النقب. هذه المرة جاء الهجوم من الجنوب. وقد تقدمت القوة المخترقة بينما قدمت قوات الدعم النيران القمعية ضد المدافعين. وقد حدد المدافعون القوة المتقدمة فور انتهاكها السور الأول، واضطروا إلى مواصلة الهجوم تحت نيران كثيفة. وخلال المعركة، اخرق المهاجمون الاربعة الاسوار الأولى، وسقط فريق صغير بالمتفجرات في السور الخامس. بيد ان الشمس كانت على وشك الصعود، واعطى قادة العمليات، الذين لا يدركون مدى التقدم المحرز، امرا بالتراجع. وبالإضافة إلى ذلك، تم إخراج الجنود الذين يرافقون القوات من العمل بسبب نيران العدو. وانسحبت القوات من الميدان دون تفجير المتفجرات. وبلغ عدد القتلى الإسرائيليين 4 قتلى و12 جريحا، من بينهم رجلان قتلا بنيران طائرات معادية جاءت لمساعدة المدافعين.
ولاحظ الجنود الإسرائيليون خلال انسحابهم عددا من الجنود المصريين الهاربين من الميدان، لكنهم واصلوا انسحابهم. وبعد انتهاء المعركة اكتشفت القوات ان قوات استخبارات الإشارات التابعة للواء النقب قد اعترضت ارسالا خلال القتال. وكان القائد الذي يدافع عن الحصن قد ابلغ المقر المصري في مجدل بأن الهجوم الإسرائيلي كان قويا جدا له وان قواته بدات في التراجع عن الحصن. وادت المشاكل التقنية في معدات الاتصالات إلى منع وصول هذه المعلومات إلى القادة والجنود في الميدان. وإذا كان التقرير قد ورد، فمن المحتمل ان يكون قد القي القبض على الحصن خلال هذا الهجوم.

## ببليوغرافيا
- Hashavia, Aryeh (1981). "Armored Corps". IDF in its Corps: Army and Security Encyclopedia (بالعبرية). Revivim Publishing. ج. Vol. 7. {{استشهاد بموسوعة}}: |المجلد= يحوي نصًّا زائدًا (مساعدة)
- Lorch, Netanel (1998). History of the War of Independence (بالعبرية). Modan Publishing.
- Wallach, Jehuda ed. (1978). "Security". Carta's Atlas of Israel (بالعبرية). Carta Jerusalem. ج. First Years 1948–1961. {{استشهاد بموسوعة}}: |مؤلف= باسم عام (مساعدة)
- Yitzhaki, Aryeh (1988). A Guide to War Monuments and Sites in Israel (English title), Vol. 2 (south) (بالعبرية). Barr Publishers.